# Bóng đá tại Thế vận hội Mùa hè 2000 – Giải đấu Nữ
Giải bóng đá nữ lần thư hai được tổ chức với tư cách là một nội dung của Thế vận hội Mùa hè 2000. Giải quy tụ 8 đội tuyển bóng đá nữ quốc gia từ 6 liên đoàn châu lục. 8 đội được chia làm hai bảng thi đấu vòng tròn một lượt. Sau khi kết thúc vòng bảng, hai đội đầu mỗi bảng tiến vào vòng bán kết, và cuối cùng là trận tranh huy chương vàng tại Sydney Football Stadium vào ngày 28 tháng 9 năm 2000.

## Những người giành huy chương
| Vàng | Bạc | Đồng |
| Na Uy (NOR)Kristin Bekkevold · Gro Espeseth · Ragnhild Gulbrandsen · Solveig Gulbrandsen · Margunn Haugenes · Ingeborg Hovland · Christine Bøe Jensen · Silje Jørgensen · Monica Knudsen · Gøril Kringen · Bente Kvitland · Unni Lehn · Dagny Mellgren · Bente Nordby · Marianne Pettersen · Anita Rapp · Hege Riise · Brit Sandaune · Anne Tønnessen | Hoa Kỳ (USA)Brandi Chastain · Joy Fawcett · Julie Foudy · Mia Hamm · Michelle French · Kristine Lilly · Tiffeny Milbrett · Carla Overbeck · Cindy Parlow · Briana Scurry · Lorrie Fair · Shannon MacMillan · Siri Mullinix · Christie Pearce · Nikki Serlenga · Danielle Slaton · Kate Sobrero · Sara Whalen | Đức (GER)Nadine Angerer · Nicole Brandebusemeyer · Doris Fitschen · Jeannette Götte · Stefanie Gottschlich · Inka Grings · Ariane Hingst · Melanie Hoffmann · Steffi Jones · Renate Lingor · Maren Meinert · Sandra Minnert · Claudia Müller · Birgit Prinz · Silke Rottenberg · Kerstin Stegemann · Bettina Wiegmann · Tina Wunderlich |

## Địa điểm
- Sân vận động Olympic, Sydney
- Sydney Football Stadium, Sydney
- Sân vận động Bruce, Canberra
- Brisbane Cricket Ground, Brisbane
- Melbourne Cricket Ground, Melbourne

## Vòng loại
7 đội tuyển xuất sắc nhất World Cup 1999 và chủ nhà Úc giành quyền tham dự Olympic:
| Châu Phi (CAF) - Nigeria Châu Á (AFC) - Trung Quốc Bắc và Trung Mỹ (CONCACAF) - Hoa Kỳ | Nam Mỹ (CONMEBOL) - Brasil Châu Âu (UEFA) - Đức - Na Uy - Thụy Điển Chủ nhà - Úc |

## Phân hạt giống
| Nhóm 1                                        | Nhóm 2                              |
| --------------------------------------------- | ----------------------------------- |
| - Úc (chủ nhà) - Hoa Kỳ - Trung Quốc - Brasil | - Đức - Nigeria - Na Uy - Thụy Điển |

## Trọng tài
| Châu Phi - Bola Abidoye Châu Á - Im Eun Ju Bắc và Trung Mỹ - Sonia Denoncourt - Sandra Hunt | Nam Mỹ - Martha Toro Châu Âu - Vibeke Karlsen - Nicole Petignat - Wendy Toms Châu Đại Dương - Tammy Ogsten |

## Vòng bảng

### Bảng E
| Đội       | Tr | T | H | B | BT | BB | HS | Đ |
| --------- | -- | - | - | - | -- | -- | -- | - |
| Đức       | 3  | 3 | 0 | 0 | 6  | 1  | +5 | 9 |
| Brasil    | 3  | 2 | 0 | 1 | 5  | 3  | +2 | 6 |
| Thụy Điển | 3  | 0 | 1 | 2 | 1  | 4  | −3 | 1 |
| Úc        | 3  | 0 | 1 | 2 | 2  | 6  | −4 | 1 |

| Úc | 0 – 3    | Đức                                 |
| -- | -------- | ----------------------------------- |
|    | Chi tiết | Grings 39' Wiegmann 70' Lingor 90+' |

| Thụy Điển | 0 – 2    | Brasil                 |
| --------- | -------- | ---------------------- |
|           | Chi tiết | Pretinha 21' Kátia 70' |

| Úc            | 1 – 1    | Thụy Điển         |
| ------------- | -------- | ----------------- |
| Salisbury 57' | Chi tiết | Andersson 66' (p) |

| Đức            | 2 – 1    | Brasil     |
| -------------- | -------- | ---------- |
| Prinz 33', 41' | Chi tiết | Raquel 72' |

| Úc         | 1 – 2    | Brasil               |
| ---------- | -------- | -------------------- |
| Hughes 33' | Chi tiết | Raquel 56' Kátia 64' |

| Đức        | 1 – 0    | Thụy Điển |
| ---------- | -------- | --------- |
| Hingst 88' | Chi tiết |           |

### Bảng F
| Đội        | Tr | T | H | B | BT | BB | HS | Đ |
| ---------- | -- | - | - | - | -- | -- | -- | - |
| Hoa Kỳ     | 3  | 2 | 1 | 0 | 6  | 2  | +4 | 7 |
| Na Uy      | 3  | 2 | 0 | 1 | 5  | 4  | +1 | 6 |
| Trung Quốc | 3  | 1 | 1 | 1 | 5  | 4  | +1 | 4 |
| Nigeria    | 3  | 0 | 0 | 3 | 3  | 9  | −6 | 0 |

| Hoa Kỳ                | 2 – 0    | Na Uy |
| --------------------- | -------- | ----- |
| Milbrett 18' Hamm 24' | Chi tiết |       |

| Trung Quốc                          | 3 – 1    | Nigeria         |
| ----------------------------------- | -------- | --------------- |
| Triệu Lợi Hồng 12' Tôn Văn 57', 83' | Chi tiết | Nkwocha 85' (p) |

| Hoa Kỳ    | 1 – 1    | Trung Quốc  |
| --------- | -------- | ----------- |
| Foudy 38' | Chi tiết | Tôn Văn 67' |

| Na Uy                                        | 3 – 1    | Nigeria   |
| -------------------------------------------- | -------- | --------- |
| Mellgren 22' Riise 62' (ph.đ) Pettersen 90'+ | Chi tiết | Akide 78' |

| Hoa Kỳ                               | 3 – 1    | Nigeria   |
| ------------------------------------ | -------- | --------- |
| Chastain 26' Lilly 35' MacMillan 56' | Chi tiết | Akide 48' |

| Na Uy                      | 2 – 1    | Trung Quốc      |
| -------------------------- | -------- | --------------- |
| Pettersen 55' Haugenes 78' | Chi tiết | Tôn Văn 75' (p) |

## Vòng đấu loại trực tiếp
|  | Bán kết               | Bán kết |                     |   | Chung kết | Chung kết |
|  |                       |         |                     |   |           |           |
|  | 24 tháng 9 - Sydney   |         |                     |   |           |           |
|  |                       |         |                     |   |           |           |
|  | Na Uy                 | 1       |                     |   |           |           |
|  | Na Uy                 | 1       | 28 tháng 9 - Sydney |   |           |           |
|  | Đức                   | 0       |                     |   |           |           |
|  | Đức                   | 0       | Na Uy               | 3 |           |           |
|  | 24 tháng 9 - Canberra |         | Na Uy               | 3 |           |           |
|  |                       | Hoa Kỳ  | 2                   |   |           |           |
|  | Hoa Kỳ                | Hoa Kỳ  | 2                   | 1 |           |           |
|  | Hoa Kỳ                |         |                     | 1 |           |           |
|  | Brasil                | 0       |                     |   |           |           |
|  | Brasil                | 0       | Tranh hạng ba       |   |           |           |
|  |                       |         |                     |   |           |           |
|  | 28 tháng 9 - Sydney   |         |                     |   |           |           |
|  |                       |         |                     |   |           |           |
|  | Đức                   | 2       |                     |   |           |           |
|  | Đức                   | 2       |                     |   |           |           |
|  | Brasil                | 0       |                     |   |           |           |

### Bán kết
| Đức | 0 – 1    | Na Uy                  |
| --- | -------- | ---------------------- |
|     | Chi tiết | Wunderlich 80' (p.l.n) |

| Hoa Kỳ   | 1 – 0    | Brasil |
| -------- | -------- | ------ |
| Hamm 60' | Chi tiết |        |

### Tranh huy chương đồng
| Đức                  | 2 – 0    | Brasil |
| -------------------- | -------- | ------ |
| Lingor 64' Prinz 79' | Chi tiết |        |

### Tranh huy chương vàng
| Na Uy                                      | 3 – 2 (h.p) | Hoa Kỳ            |
| ------------------------------------------ | ----------- | ----------------- |
| Espeseth 44' Gulbrandsen 78' Mellgren 102' | Chi tiết    | Milbrett 5', 90+' |

## Cầu thủ ghi bàn
4 bàn
- Tôn Văn (3 trận)

3 bàn
- Birgit Prinz (5 trận)
- Tiffeny Milbrett (5 trận)

2 bàn
| - Kátia Cilene (5 trận) - Raquel (5 trận) - Renate Lingor (5 trận) | - Mia Hamm (5 trận) - Dagny Mellgren (5 trận) | - Marianne Pettersen (5 trận) - Mercy Akide (3 trận) |

1 bàn
| - Pretinha (5 trận) - Inka Grings (5 trận) - Ariane Hingst (5 trận) - Bettina Wiegmann (5 trận) - Brandi Chastain (5 trận) - Julie Foudy (5 trận) | - Kristine Lilly (5 trận) - Shannon MacMillan (5 trận) - Gro Espeseth (5 trận) - Ragnhild Gulbrandsen (5 trận) - Margunn Haugenes (5 trận) - Hege Riise (5 trận) | - Perpetua Nkwocha (3 trận) - Malin Andersson (3 trận) - Triệu Lợi Hồng (3 trận) - Sunni Hughes (3 trận) - Cheryl Salisbury (3 trận) |

Phản lưới nhà
- Tina Wunderlich (gặp Na Uy)

## Xếp hạng
| Hạng | Đội tuyển        | Tr | T | H | B | BT | BB | HS | Đ  |
| ---- | ---------------- | -- | - | - | - | -- | -- | -- | -- |
| 1    | Na Uy (NOR)      | 5  | 4 | 0 | 1 | 9  | 6  | +3 | 12 |
| 2    | Hoa Kỳ (USA)     | 5  | 3 | 1 | 1 | 9  | 5  | +4 | 10 |
| 3    | Đức (GER)        | 5  | 4 | 0 | 1 | 8  | 2  | +6 | 12 |
| 4    | Brasil (BRA)     | 5  | 2 | 0 | 3 | 5  | 6  | –1 | 6  |
| 5    | Trung Quốc (CHN) | 3  | 1 | 1 | 1 | 5  | 4  | +1 | 4  |
| 6    | Thụy Điển (SWE)  | 3  | 0 | 1 | 2 | 1  | 4  | -3 | 1  |
| 7    | Úc (AUS)         | 3  | 0 | 1 | 2 | 2  | 6  | –4 | 1  |
| 8    | Nigeria (NGR)    | 3  | 0 | 0 | 3 | 3  | 9  | –6 | 0  |